# Xanthia griseosignata
Xanthia griseosignata là một loài bướm đêm trong họ Noctuidae.